# Вечірній дзвін (картина Левітана)
«Вечірній дзвін» (рос. Вечерний звон) — картина російського художника Ісаака Левітана (1860—1900), написана в 1892 році. Картина є частиною зібрання Державної Третьяковської галереї (інв. 5663). Розмір картини — 87 × 107,6 см.

## Історія і опис
Ідея написати картину, що зображає вид монастиря в променях призахідного сонця, прийшла до Левітана, коли він жив у Слобідці під Звенигородом, і спостерігав на заході Савино-Сторожевський монастир. Два роки по тому, вже будучи в Пльосі, в пошуках нових мотивів для картин Левітан поїхав у Юр'євець, і недалеко від нього побачив невеликий монастир, вид якого відродив у нього бажання написати таку картину. Таким чином, в сюжеті картини переплелися бачення цих двох монастирів.
Монастир, який був поруч з Юр'євцем, називався Кривозерським (зустрічаються також назви Кривоєзерський і Кривоозерський). Спочатку схожий монастир був зображений на картині Левітана «Тиха обитель» (1890), що також знаходиться в Державній Третьяковській галереї, а потім, через два роки, на картині «Вечірній дзвін». Після 1917 року Кривозерський монастир був закритий, а в середині 1950-х років потрапив в зону затоплення Горьківського водосховища.
На картині «Вечірній дзвін» зображений монастир, що стоїть біля закруту річки і освітлений вечірніми сонячними променями. Монастир оточений осіннім лісом, по небу пливуть хмари — і все це відбивається в дзеркальній гладі спокійної річки. Вважають, що розуміння краси і поезії старих храмів було успадковано Левітаном від його вчителя Олексія Саврасова.

## Відгуки
Мистецтвознавець Олексій Федоров-Давидов так писав у своїй статті про творчість Ісаака Левітана:
Роздуми лежали в основі безперервних пошуків Левітана. Слідом за волзькою сюїтою 1889 року створює в 1892 році ряд найбільш «літературних» та філософських своїх картин — «Вечірній дзвін», «Коло виру» і, нарешті, як завершення, своєрідний їх синтез — симфонію «Над вічним спокоєм».